# Conca Pannònica
La Conca Pannònica o Conca dels Carpats, és una gran conca a l'Europa Central. El geomorfològic terme de plana pannònica és més àmpliament utilitzat per a aproximadament la mateixa regió, encara que amb un sentit una mica diferent només amb les terres baixes, la plana es va formar quan després del Pliocè va tenir lloc la dessecació del mar de Pannònia. El riu Danubi la divideix aproximadament per la meitat. La plana pannìnica és un subsistema geomorfològic del sistema Alps Himàlaia.
La conca se centra en el territori d'Hongria, però també s'estén a altres països com la República de Sèrbia (Vojvodina), República de Croàcia (Croàcia central i Eslavònia), l'oest d'Eslovàquia (Terres Baixes d'Eslovàquia Oriental, incloent l'extrem sud-oest d'Ucraïna), a més a més de les regions frontereres del nord de Bòsnia i Hercegovina, Romania (l'oest de Transsilvània) i les puntes de l'est d'Eslovènia i Àustria.

## Terminologia

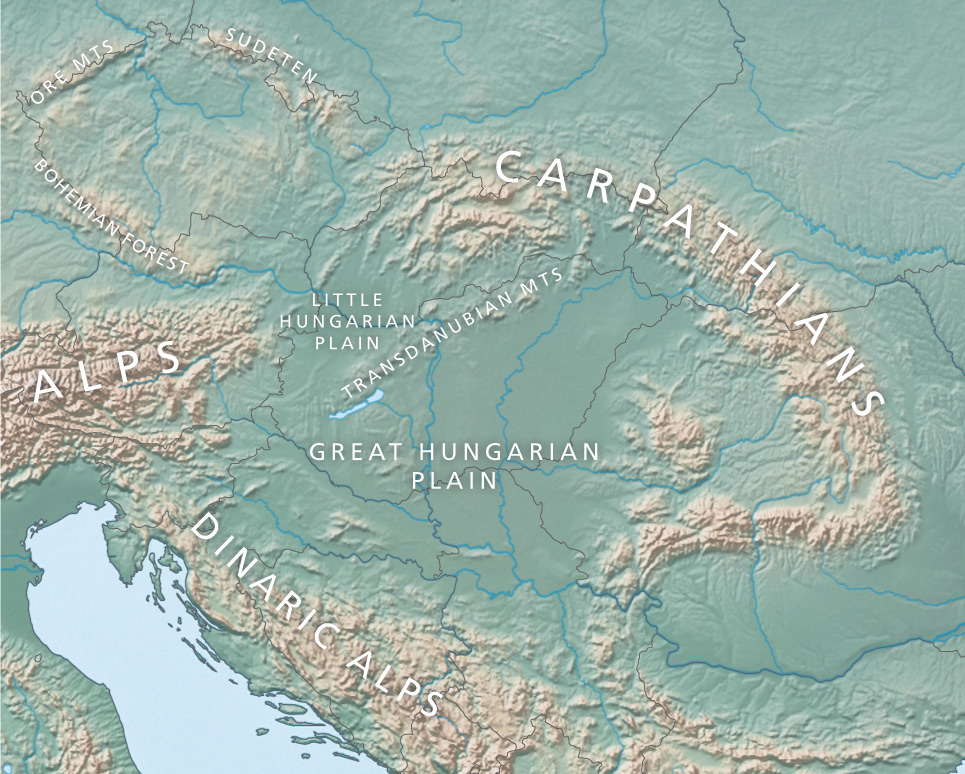
Topografia de la conca i muntanyaes dels voltants.

El nom es pren de Pannònia, una província de l'Imperi Romà. La província històrica se superposa però no era colindant amb la plana geogràfica o de la conca. La Pannònia Inferior va cobrir gran part de la meitat occidental de la conca fins al Danubi. La Pannònia Superior incloïa la franja occidental de la conca, com a part dels Alps orientals fins al que era la ciutat de Virunum. L'extrem sud de la conca se situava Dalmàcia i Mèsia. La meitat oriental de la conca no va ser conquerida pels romans, i es considera que era part de Sarmàcia, habitat pels iazigs. Així mateix, les parts nord del Danubi (ara a l'oest d'Eslovàquia) no eren en l'imperi; es consideren part de Germània, habitada pels quades.
El terme «plana Pannònica» es refereix a les parts baixes de la conca Pannònica, així com les d'algunes regions contigües com la Baixa Àustria, Moràvia, Bòsnia. Les terres adjacents a la plana de vegades també s'anomenen «peripannòniques».
El terme conca dels Carpats es fa servir en la literatura romanesa i hongaresa, mentre que en les llengües eslaves del sud, el eslovac i l'alemany es fa servir com de Pannònia : A Hongria, la conca es coneix com a Kárpát-medence, a Sèrbia i Bòsnia com Панонски басен/ Panonski basen and Panonska nizija, en croat com Panonska nizina, a Eslovàquia com Panónska kotlina, en eslovè com Panonska kotlina, en alemany com Pannonisches Becken, i en romanès com Câmpia Panonică o Bazinul Panonic. A la literatura geogràfica hongaresa diverses subdivisions dels Carpats (Carpats occidentals, Carpats orientals, Carpats meridionals, Carpats occidentals i Altiplà de Transsilvània) també es consideren parts de la conca dels Carpats sobre la base de les divisions geopolítiques tradicionals. Julius Pokorny deriva el nom de Panònia d'Il·líria, des de l'arrel del protoindoeuropeu.

## Història

### Prehistòria

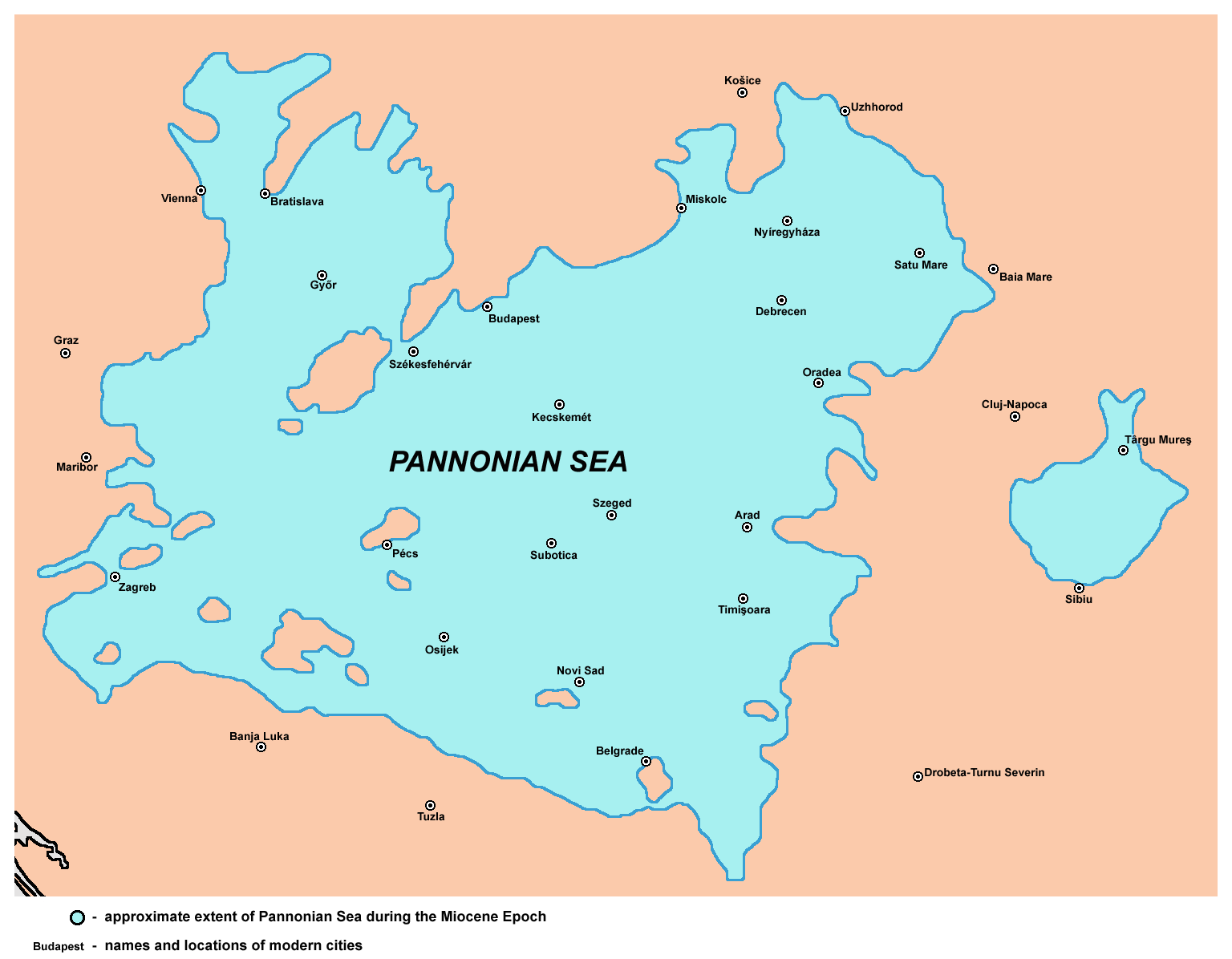
Extensió aproximada del mar de Pannònia durant el Miocè

La conca pannònica té els seus orígens geològics al mar de Pannònia, un mar poc profund que va assolir la seva màxima extensió durant el Pliocè, quan es van dipositar entre tres a quatre quilòmetres de sediments.

### Antiguitat
La conca o plana va ser nomenada així pels pannonians, que habitaven al nord de les tribus dels il·liris. Diversos pobles diferents s'han assentat a la zona al llarg de la història. Al segle i aC., les parts orientals de la plana pertanyien a Dàcia, i al segle i les parts occidentals estaven incloses a l'Imperi Romà. Es va establir en aquesta àrea la província romana anomenada Pannònia, i la ciutat de Sírmium (avui Sremska Mitrovica) va ser una de les quatre capitals de l'Imperi Romà al segle iii.

### Edat mitjana
A l'època de les migracions i a començaments de l'edat mitjana, la regió va formar part de l'imperi hun, el regne dels gèpides, el regne dels ostrogots, el regne Longobard, el dels àvars de Pannònia, l'Estat eslau de Samo, l'imperi búlgar, l'imperi franc, la Gran Moràvia i la Regne de Sirmia.
El Regne d'Hongria, creat l'any 1000 pels magiars, estava centralitzat prop de la conca i la incloïa quasi tota -com la que va formar el regne àvar-. Després de la batalla de Mohács el 1526, les parts central i oriental de la conca van ser incloses dintre de l'Imperi Otomà, i les restes del regne d'Hongria al nord-oest es van unir a la monarquia dels Habsburg, que la van nomenar Regne d'Hongria. Les unitats administratives que l'Imperi Otomà va organitzar a la plana van ser l'Eyalet de Budim, l'Eyalet d'Egri, l'Eyalet de Sigetvar i l'Eyalet de Temeşvar. Les parts orientals de la plana van pertànyer al semi independent Principat de Transsilvània, que estava sota sobirania otomana.

### Història moderna
La conca pannònica es va convertir així en l'escenari de l'enfrontament de dos imperis. Al final del segle xvii els Habsburg van derrotar els otomans, annexionant-se la majoria de la conca. La monarquia dels Habsburg es va transformar posteriorment en l'Imperi d'Àustria (el 1804) i més tard va esdevenir l'Imperi Austrohongarès (el 1867). La major part de la plana es troba [dins | dintre] de la part hongaresa d'Àustria-Hongria, ja que totes les altres possessions dels Habsburg a la conca es van integrar al Regne d'Hongria fins a 1882. L'autònom Regne de Croàcia-Eslavònia, comprèn la part sud-occidental de la plana. Amb la dissolució d'Àustria-Hongria després de la Primera Guerra Mundial, la regió va ser dividida entre el Regne d'Hongria (1920–1946), Regne de Romania, Txecoslovàquia, Àustria alemanya i el Regne dels Serbis, Croats i Eslovens -tornat a nomenar Iugoslàvia el 1929-. Els límits realitzats els anys 1918 i 1919 es conserven en la seva majoria com els dels estats contemporanis d'Hongria, Sèrbia, Croàcia, Eslovàquia, Romania i Àustria.